# Algansea avia
El pupo de Tepic (Algansea avia) es una especie de pez de la familia de los Cyprinidae en el orden de los Cypriniformes. Es inofensivo para los humanos.

## Clasificación y descripción
Es un pez de la familia Cyprinidae del orden Cypriniformes. Es un pez de cuerpo alargado, boca terminal y barbillas presentes. Su coloración no es muy brillante: el dorso de la cabeza, hocico y cuerpo son de color café oscuro o café olivo; la parte ventral del cuerpo es color blanco cremoso a plateado metálico. Este pez alcanza una talla máxima de 95 mm de longitud patrón.
Es ovíparo. La colecta de dos adultos de ambos sexos con gónadas bien desarrolladas a mediados de febrero y abril es un indicador de que el desove tiene lugar durante la primavera temprana.

## Distribución
Es pez endémico de tributarios del río Grande de Santiago y aguas principales del río Chila, desde cerca de Santa María del Oro hasta Tepic y hacia el sur debajo de Compostela en el estado de Nayarit México.

## Ambiente
Es un pez de agua dulce. Habita en aguas abiertas y bajo bancos, en aguas rápidas, estanques y embasalses en sitios con elevaciones entre los 760 y 975 m s. n. m.

## Estado de conservación
Se desconoce el estado de conservación de esta especie. Este pez endémico se encuentra enlistado en la Norma Oficial Mexicana 059 (NOM-059-SEMARNAT-2010) como especie Amenazada (A); aun no ha sido evaluado por la Unión Internacional para la Conservación de la Naturaleza (UICN), por lo que no se encuentra en la Lista Roja.